# Greben grad (Zagorje)
Greben grad (Greben, villa Gardun) je danas ruševna utvrda u Hrvatskoj, blizu mjesta Mađareva. Jedna je od najvećih utvrda u Zagorju. Veći od nje je samo Cesargrad iznad Klanjca. Nalazi se na istočnom rubu Ivanščice.

## Povijest
Spominje se već 1209., u potvrdi (listini) hrvatsko-ugarskoga kralja Andrije II. Kralj u listini daje varaždinskim došljacima sloboštine i određuje granice njihova posjeda. Sloboštine i posjed im daje kao zahvalu za njihove usluge dok je bio zatočen u Knegincu. Južne granice tih posjeda je posjed nekog Gurdona, poslije poimence nazvanog kao "naš Gurdon iz kaštela Greben".
I kralje Bela IV. potvrdio je Varaždincima prava što im je podijelio njegov otac. U dokumentu 1220. među graničnim međama spominje selo selo Gurdon (villa Gurdon) i potom "našega pristava Otokara iz sela Greben". Pisana potvrda mladog kralja Bele iz te godine kaže da plemići Gurdon ili Gardun žive i u naselju (villa) Gardun, odnosno Greben. Time se potvrđuje da se i selo Mađarevo izvorno zvalo Greben, a po tomu kasnije i kaštel Grebengrad. Greben grad je jedan od mogućih glavnih naselja Zagorske kneževine (Krapinske županije).
Greben je najranije je spominjani srednjovjekovni grad. Prvi je spomen 1277. godine. Vlasnici Greben grada bile su obitelji (Ladislav Hermanfy de Greben) Grebenski (1277. – 1445.), grofovi Celjski (1445. – 1456), obitelj Vitovec i Ivaniš Korvin (1456. – 1481.), obitelj Batthyány (1481. – 1621. i 1622. – 1645.), ban Nikola IX. Frankapan (1621.) i nakon udaje Elizabete Batthyany za Jurja Erdődyja, obitelj Erdődy (1645. – 1710.). Grad je bio nastanjen sve do požara 1710. godine. Veliki požar uništio je krovišta i vlasnica Elizabeta Erdődy ga je nakon požara napustila. Već 1712. je ruševina koja je narednih desetljeća još više propadala. Vlasnici grada Erdödyjevi, nisu ga htjeli obnoviti.

## Vanjske poveznice
Utvrda Grebengrad kod Novog Marofa